# 암굴의 성모
암굴의 성모(이탈리아어: Vergine delle rocce, 영어: Virgin of the Rocks)는 이탈리아 르네상스 예술가 레오나르도 다 빈치가 그린 같은 주제의 두 그림으로, 몇 가지 중요한 세부 사항을 제외하고는 구성이 동일하다. 일반적으로 두 그림 중 앞선 버전으로 간주되는 버전은 복원되지 않았으며 파리의 루브르 박물관에 소장되어 있다. 2008년과 2010년 사이에 복원된 다른 버전은 런던 내셔널 갤러리에 소장되어 있다. 이 그림은 모두 높이가 거의 2미터(6피트 이상)이고 유화로 그려졌다. 둘 다 원래 나무 패널에 그려졌지만 루브르 버전은 캔버스로 옮겨 졌다.